# Landesburg Lechenich
Die ehemalige Landesburg Lechenich der Erzbischöfe und Kurfürsten von Köln liegt heute im Halbrund von Parkanlagen umgeben in der Nordostecke der Altstadt von Lechenich. Die am Anfang des 14. Jahrhunderts in Feldbrandziegel errichtete durch Gräben geschützte Wasserburg wurde seit dem 16. Jahrhundert auch als Schloss bezeichnet. Die Landesburg gehörte zu den mächtigsten rheinischen Burganlagen, sie hatte eine Vorgängerin im Südwesten der Stadt, die 1301 zerstört wurde.

## Die erste Landesburg
Die erstmals 1138 als curia genannte Burg lag im Südwesten der heutigen Altstadt auf einem Areal von etwa eineinhalb Hektar. 1185 zog Erzbischof Philipp von Heinsberg die Lechenicher Vogtei mit ihren Rechten und Pflichten, die bisher die Grafen von Hengebach als Lehen innegehabt hatten, ein und übertrug Verwaltung und Gerichtsbarkeit erzbischöflichen Beamten. Ein Amtmann / Schultheiß (1203 Schultheiß Hermann) übernahm die Verwaltung und zusammen mit den Schöffen die Rechtsprechung in der Burg, die zugleich Verwaltungs- und Gerichtssitz des Amtes Lechenich war.
Die alte Burganlage war auf einer Motte mit Wohnturm gebaut worden, die von breiten durch den heute Mühlenbach genannten Rotbach gespeisten Wassergräben umgeben war. Auch die Gebäude der Vorburg waren ebenfalls von weiteren schützenden Wassergräben umgeben. Diese mächtige Wehranlage, später die alte Burg genannt, war zusätzlich mit einem Erdwall umgeben.
Von den Territorialkämpfen des 13. Jahrhunderts zwischen den Kölner Erzbischöfen und den Herzögen von Brabant sowie den Grafen von Jülich wurde auch Lechenich betroffen. Im Verlauf dieser Epoche wurde die alte Burg, das castrum Lechenich, mehrmals belagert, konnte jedoch nicht eingenommen werden. Auch in der Auseinandersetzung des Erzbischofs Konrad von Hochstaden mit der Stadt Köln hatte die Burg ihre Bedeutung für den Erzbischof, der Kölner Patrizier nach Lechenich verschleppte und in der Burg gefangen setzte.
1289 war die Burg nach der Schlacht von Worringen als Sicherheit an den Grafen von Berg verpfändet, der sie bis 1292 in Besitz hatte.
Während einer Auseinandersetzung König Albrechts I. und dem Kölner Erzbischof Wigbold von Holte um die Rheinzölle ernannte der König den Grafen Gerhard von Jülich zum Friedensvogt, der mit seinen Verbündeten auf Befehl des Königs 1301 die alte Burg und die noch im Bau befindliche Stadtbefestigung zerstörte.
Auf dem Areal der heutigen Eigentümer ist der ehemalige Wassergraben noch schwach zu erkennen. Auf der Tranchotkarte von 1810 sind die Gräben noch offen.

## Bau und Befestigung der neuen Landesburg

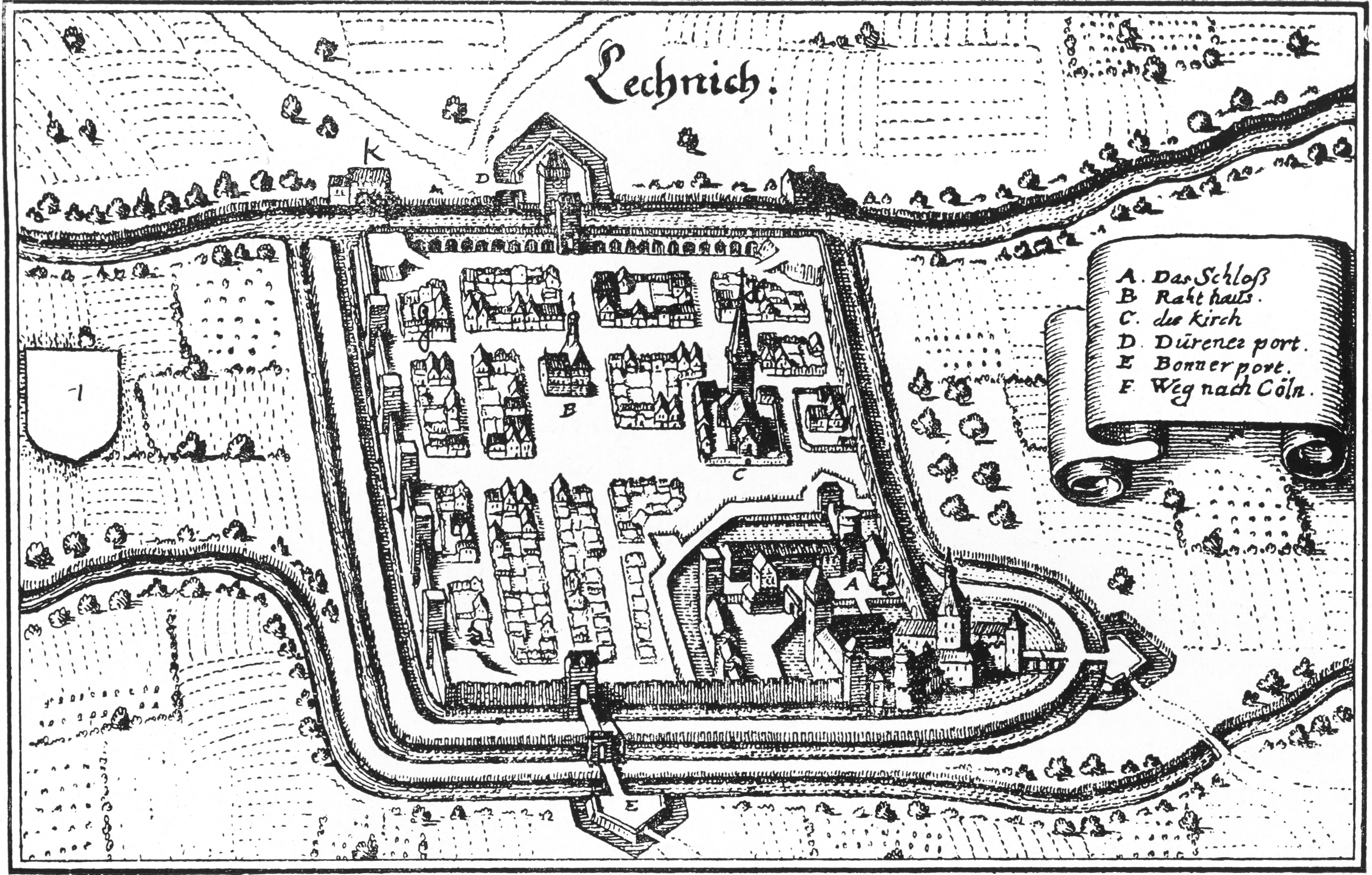
Merian 1646, die Burg im nordöstlichen Stadtgebiet Lechenichs

Im Jahre 1306 begann der Kölner Erzbischof Heinrich II. von Virneburg (1305–1332) mit Erlaubnis König Albrechts mit dem Bau einer neuen Burg innerhalb der Stadt. Der von Paul Clemen als Bergfried bezeichnete Wohnturm wurde zwischen 1306 und 1317 errichtet. Während der Amtszeiten der Erzbischöfe Walram von Jülich (1332–1349) und seines Nachfolgers Wilhelm von Gennep (1349–1362) ließen diese die Burg kastellartig ausbauen. Zwei breite Wassergräben sicherten die Anlage. Der äußere Graben umgab das gesamte Gelände, der innere Graben umschloss die Hauptburg. Einen weiteren Schutz bot die mit Mauern und Gräben befestigte Stadt.
Der Bau mit Feldbrandziegeln war zu damaliger Zeit eine neue Technik, die von den Staufern aus Italien wieder (nach der Römerzeit) nach Deutschland eingeführt worden war. Die Landesburg war wohl der erste Großbau in dieser Technik. An den Ecken und den Fensterumrahmungen wurde dennoch Trachyt vom Drachenfels verwendet. In Vor- und Hauptburg wurden nach den Judenverfolgungen 1349 Grabsteine des aufgelassenen Kölner Judenfriedhofes als Spolien neu behauen und verwendet. Gut erhalten ist der Grabstein des Mar Jacob am Tor der Vorburg.
Außen ist der fünfstöckige Bergfried 15 Meter lang und 13 Meter breit. Die Mauern haben unten eine Stärke von 2,50 Meter, sie verringern sich von Stockwerk zu Stockwerk um 20 cm. Das Hochschloss (Palas) nimmt mit einer Länge von 33 Meter und eine Breite von 12 Meter die gesamte Ostseite der Anlage ein. Diese wird flankiert von zwei siebenstöckigen Türmen.

## Residenz

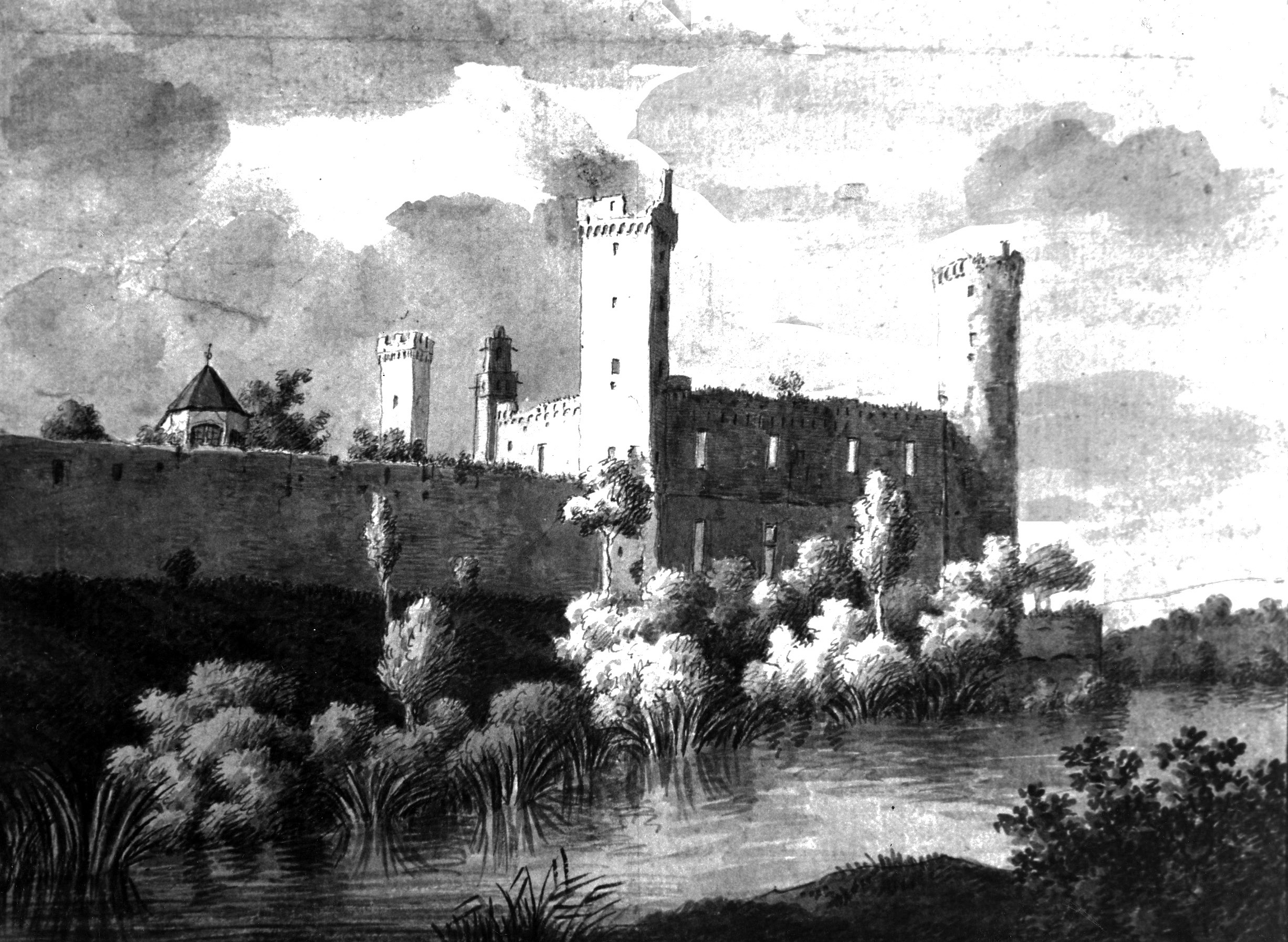
Das Schloss zu Lechenich. A. Reuter 1797

Die Burg war eine der Residenzen, die den jeweiligen Erzbischöfen mit ihrem gesamten Hofstaat in ihrer Eigenschaft als Landesherren zur Repräsentation dienten, anders als die überwiegend als Verwaltungszentren und Verteidigungsbauten genutzten kurkölnischen Landesburgen in Linn, Zülpich, Hülchrath, Kempen, Uda und Zons. Die zeitweiligen Aufenthalte der Erzbischöfe Walram von Jülich und Wilhelm von Gennep sowie ihrer Nachfolger in Lechenich sind in zahlreichen Urkunden belegt. Der Residenzsaal war hervorragend geeignet, um Huldigungen entgegenzunehmen, Belehnungen und Bestallungen vorzunehmen, Schiedssprüche auszusprechen und Diplomaten zu empfangen. Zwischen 1351 und 1381 fanden hier häufig Zusammenkünfte der Geschworenen des Landfriedensbündnisses Maas-Rhein statt.

### Gäste der Landesburg
Die überlieferte Geschichte des 15. und 16. Jahrhunderts berichtet über mehrere gesellschaftliche Ereignisse des Burglebens. So sind die Kurfürsten in dieser Zeit auch Gastgeber bedeutender Gäste auf ihrem Schloss zu Lechenich gewesen:
- König Sigismund mit seinem Gefolge im Jahr 1414 bei seinem Ritt zur Krönung in Aachen, und auf der Rückkehr nach Bonn.[17]
- König Friedrich III. mit seinem Gefolge am 13. Juni 1442 bei seiner Krönungsfahrt von Bonn nach Aachen.[18]
- Kaiser Karl machte 1543 anlässlich seines Zugs nach Düren ebenfalls in Lechenich Station.[19]

## Die Vorburg
In der Vorburg lagen die zur Burg gehörenden Wirtschaftsgebäude. Der Burghof der Landesburg war ein Tafelgut des Erzbischofs. Die auf den zugehörigen Ländereien erwirtschafteten Erträge dienten zum Teil der Versorgung der erzbischöflichen Küche. Seit dem 16. Jahrhundert waren die Schlossländereien verpachtet.
Die aus der Viehzucht durch Verkauf von Mastochsen und Schafwolle anfallenden Gewinne wurden für den Burghaushalt verwendet.
Auf der Burg lebte eine relativ kleine ständige Burgbesatzung von 16 Personen. Neben dem Amtmann waren es der Kellner, der Unterkellner und der Burggraf, ein Pförtner, mehrere Wächter und Gesinde. Ferner unterhielt der Amtmann 6–8 Reisige.

Schlossansichten
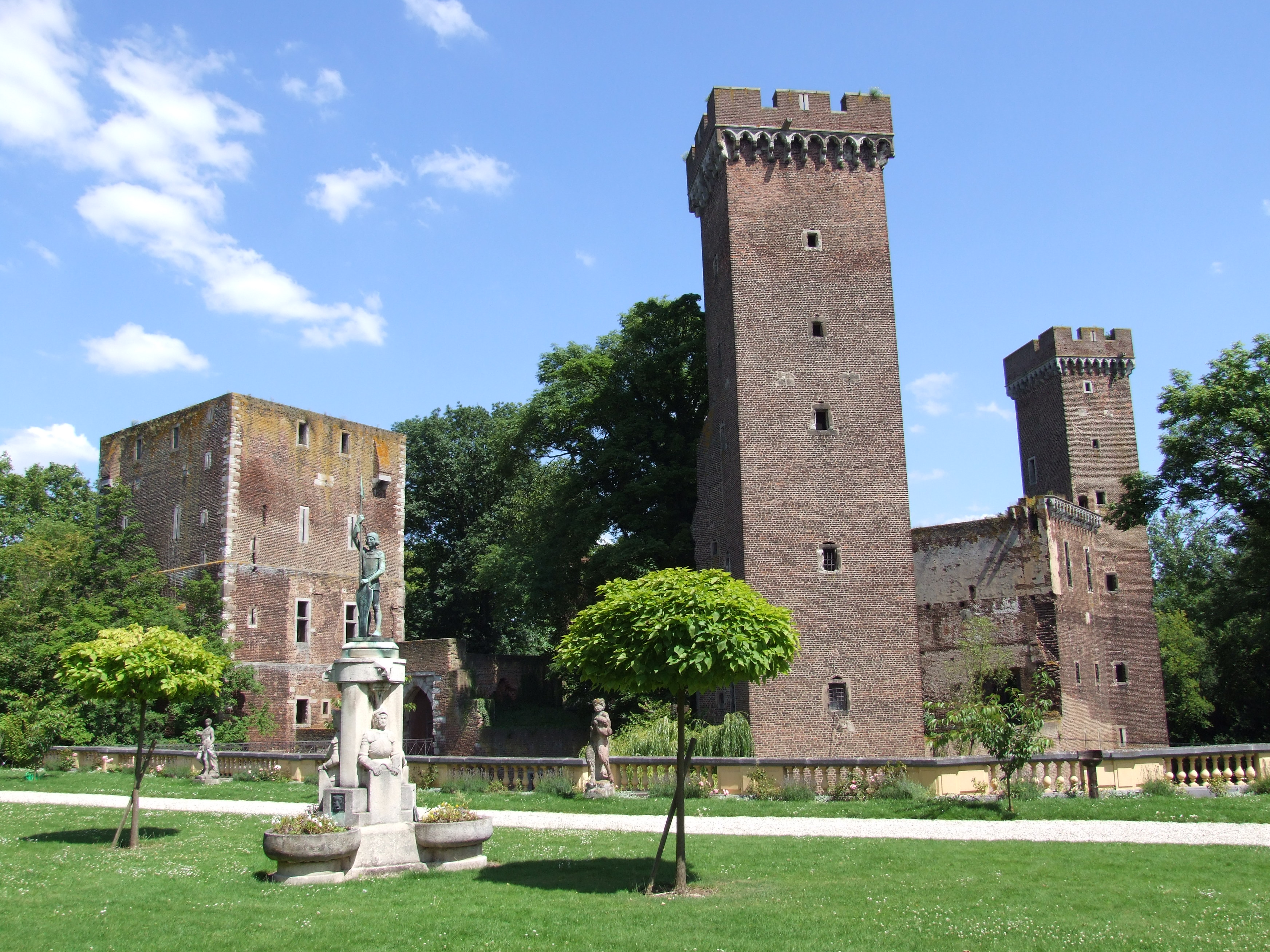
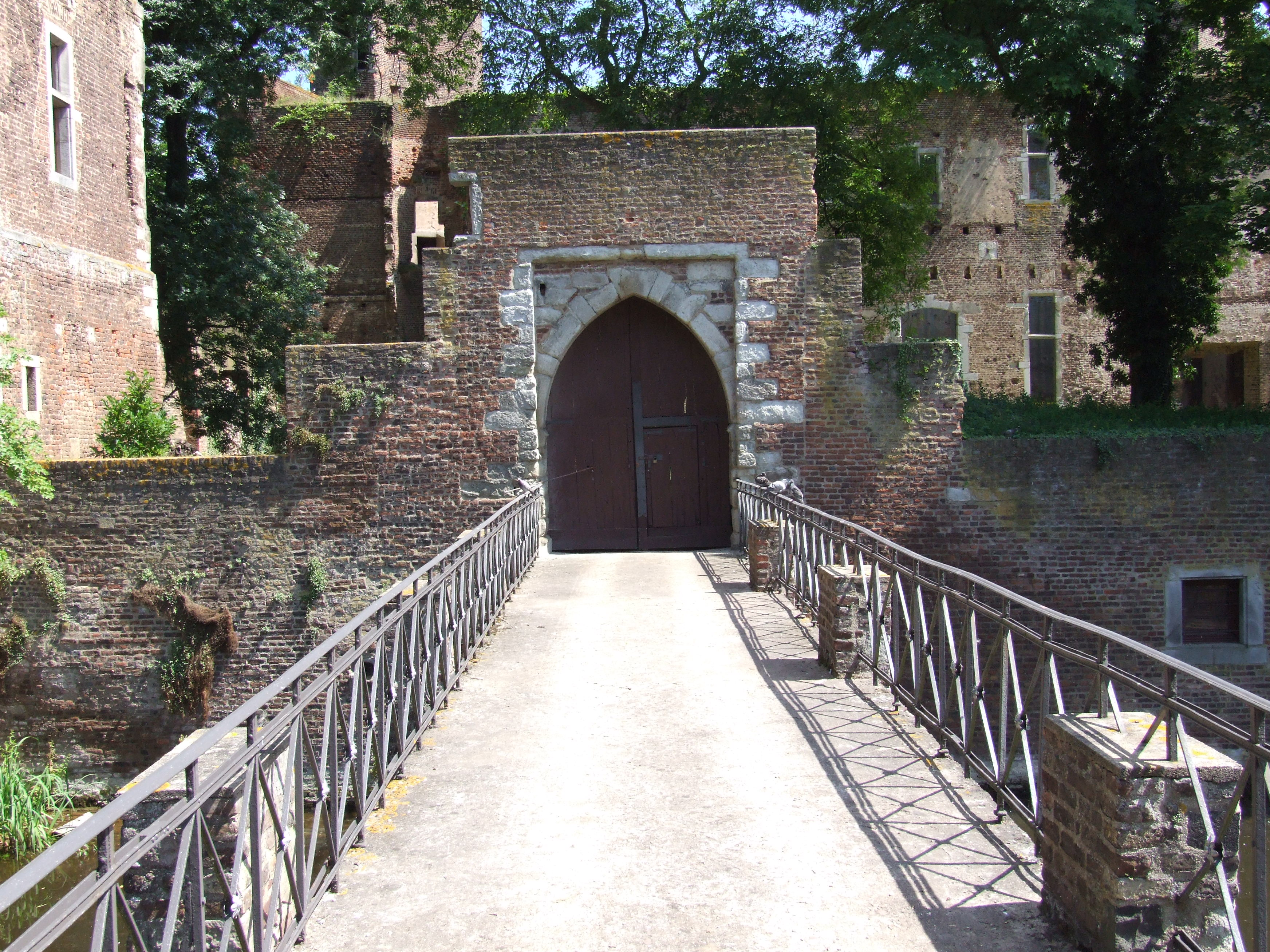
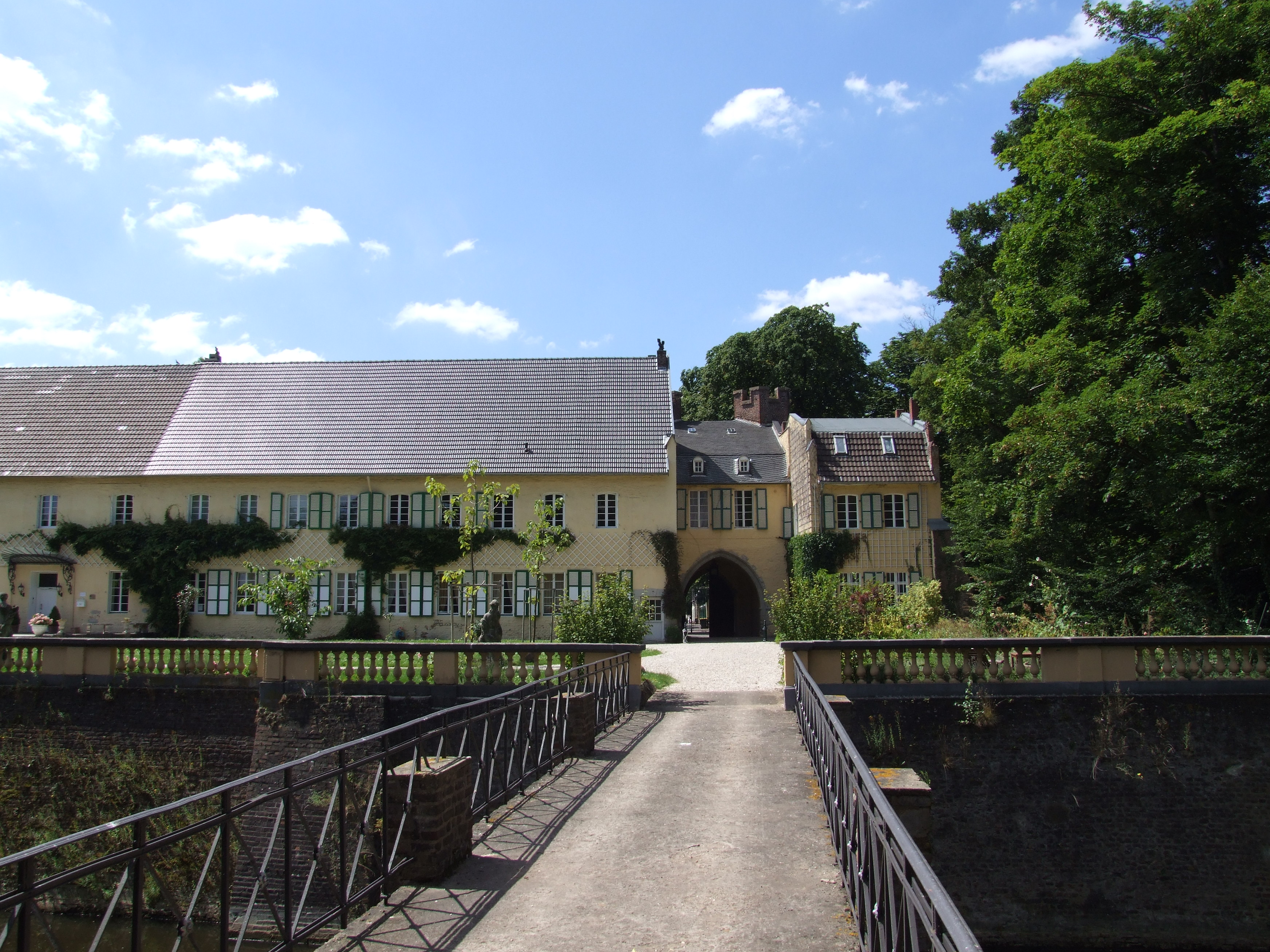
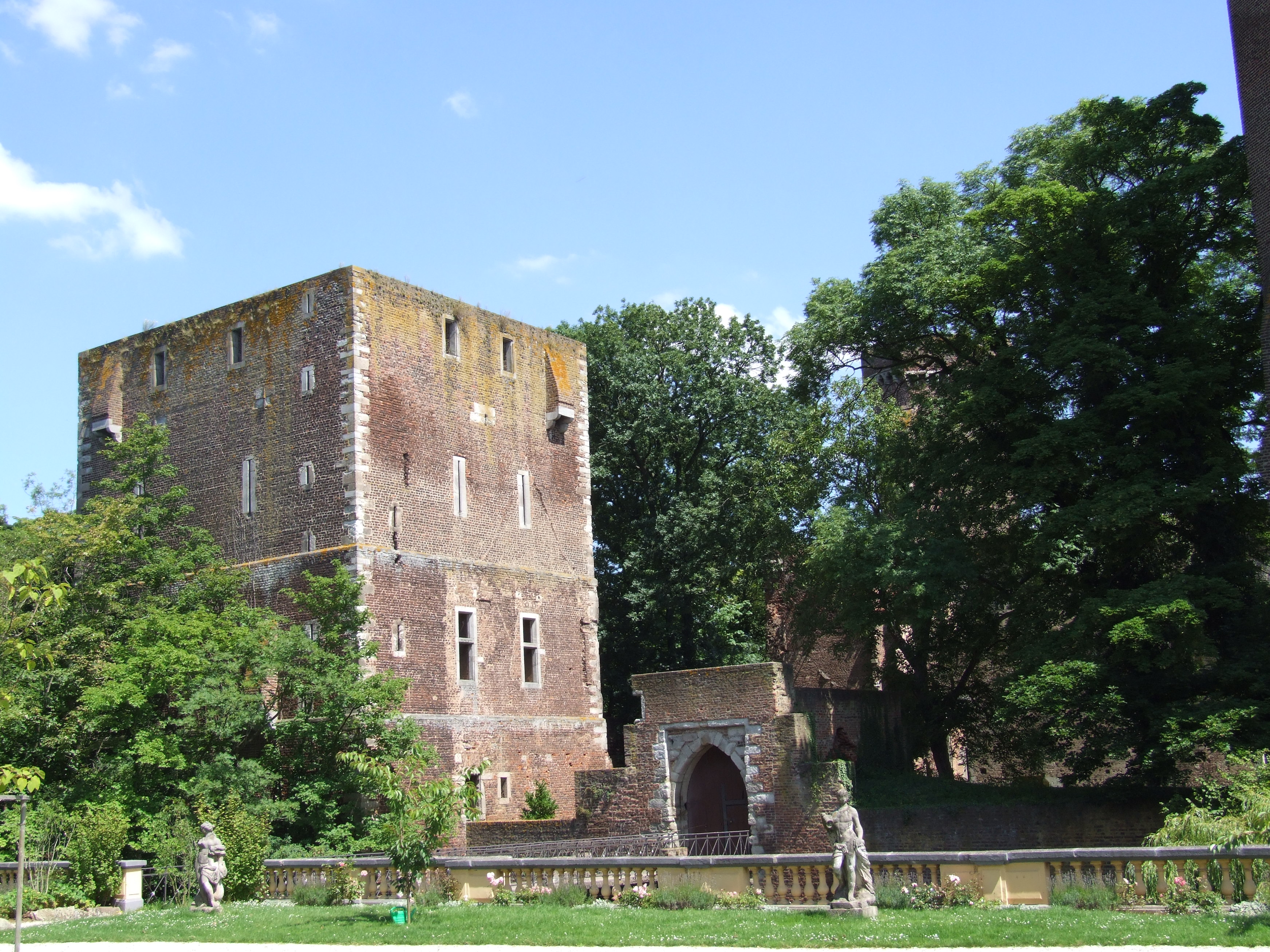

## Verwaltungszentrale und Gerichtssitz
Die Burg als Verwaltungsburg des Landesherrn bildete das Verwaltungszentrum des Amtes Lechenich. Die Administration oblag dem Amtmann, der bis Mitte des 16. Jahrhunderts im Amtshaus der Vorburg wohnte. Seine Aufgabe war es, die Rechte des Landesherrn zu wahren wie der Schutz von Burg, Stadt und Amt Lechenich, der Schutz der landesherrlichen Straßen und die Rechtspflege zum Schutz der Einwohner und zur Wahrung der landesherrlichen Hoheit.
Der Kellner, ein weiterer Beamter, war für die Rechenschaftsberichte über eingegangene Einkünfte und Ausgaben, die bauliche Unterhaltung der Burg und der Wirtschaftsgebäude sowie die Entlohnung der Bediensteten zuständig.
Die Landesburg war Gerichtssitz des Amtes Lechenich. Viermal im Jahr hielt der Amtmann als Vertreter des Landesherrn Herrengericht, an dem die Einwohner zur Teilnahme verpflichtet waren. Ihnen wurden ihre im Weistum (Bauernbuch) aufgezeichneten Rechte und Pflichten gewiesen und Beschwerden geklärt. In mehrtägigen Brüchtenverhören verhängte der Amtmann mit Brüchtenmeister, Schultheiß und Schöffen Geldstrafen bei Verstößen gegen geltendes Recht oder Anordnungen des Kurfürsten.
Schultheiß und Schöffen, die seit 1325 ein eigenes Gerichtssiegel führten, übten im großen Saal des Amts- oder Kellnereihauses Gerichtsrechte aus wie Ausstellen notarieller Urkunden, Fällen von Urteilen bei Klagen und Bestrafung von Missetätern, bei größeren Vergehen mit Gefängnis. Außerdem besaßen sie Hochgerichtsrechte. Sie verhängten die Todesstrafe bei schweren Vergehen und bei den Hexenprozessen von 1626 bis 1632. Die Urteile vollzog der Scharfrichter, der aus Köln anreiste, an der Richtstätte außerhalb der Stadt in der Nähe der ehemaligen Römerstraße. Der Weg dorthin ist auf der Tranchotkarte noch als die Galgendricht bezeichnet.

## Entwicklung in der Neuzeit

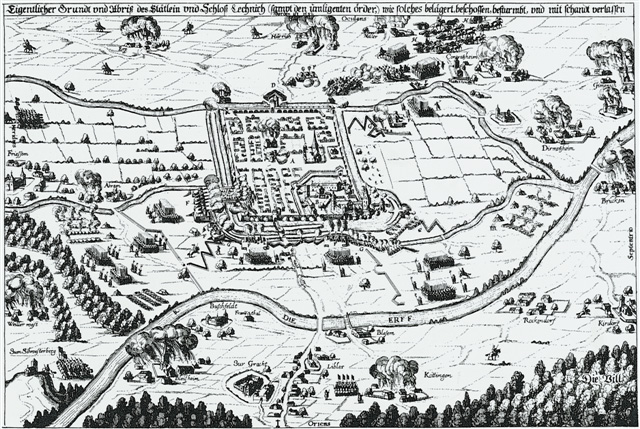
Belagerung Lechenichs 1642, nach Matthäus Merian d. Ä.

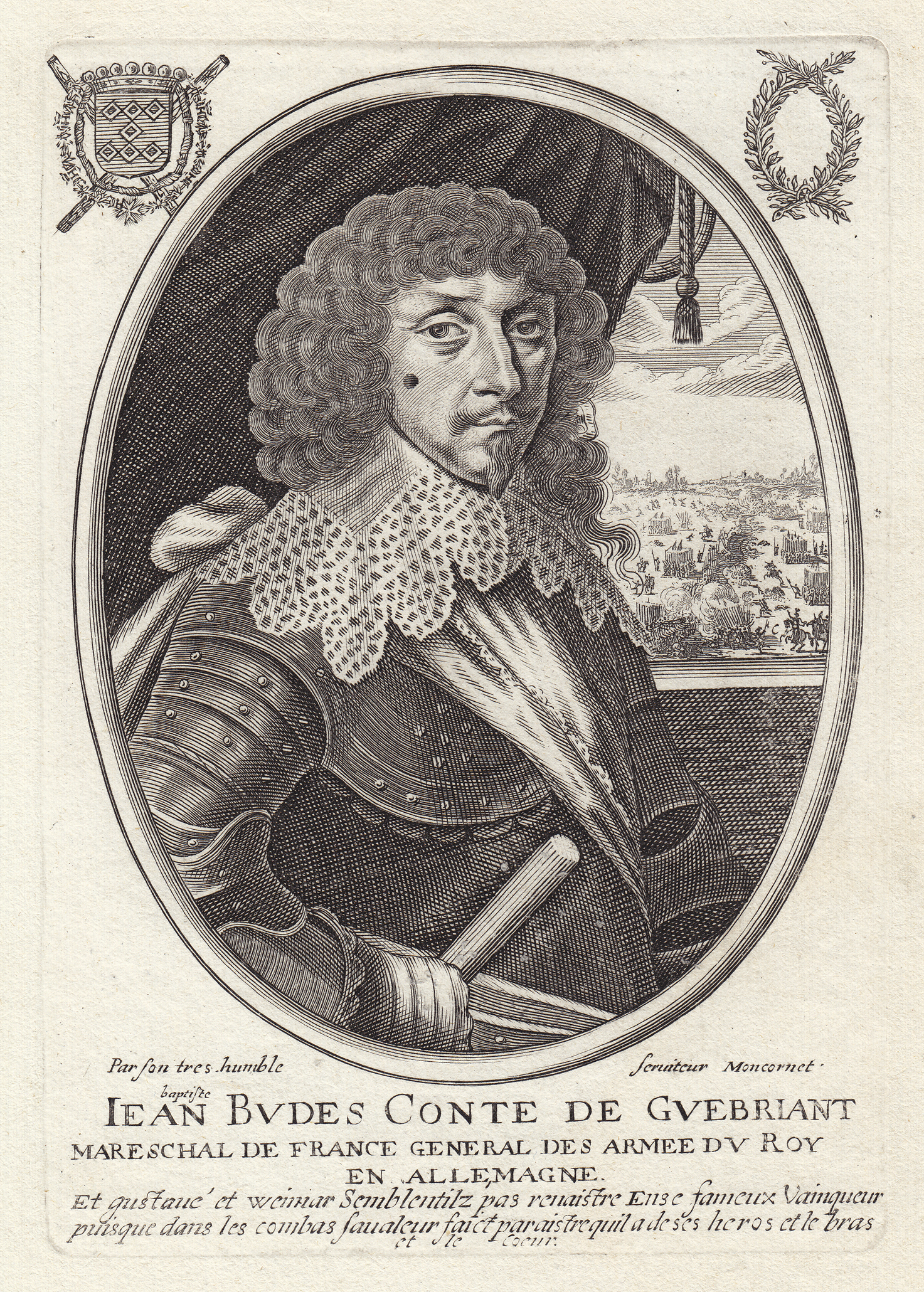
Jean Baptiste Budes de Guébriant von Balthasar Moncornet

Nachdem die Erzbischöfe und Kurfürsten ihre feste Residenz in Bonn hatten, hielten sie sich nur noch selten in Lechenich auf. Belegt sind Aufenthalte zur Jagd in der Ville oder mehrmals im Jahr Übernachtungen in den Räumen des Kellnereihauses auf der Hin- und Rückreise zum Bistum Lüttich, dessen Fürstbischöfe sie ebenfalls waren. Nach 1657 sind keine Übernachtungen mehr verzeichnet.
Während der Belagerung Lechenichs vom 17. April bis zum 26. Mai 1642 durch Söldnertruppen unter dem Befehl General Guébriants wurde das umkämpfte Schloss nicht eingenommen, doch die Stadt trug große Schäden davon.
In den Kriegen Ludwigs XIV. von Frankreich, dessen Politik der Kölner Kurfürst Max Heinrich und sein Koadjutor Wilhelm von Fürstenberg unterstützten, wurden Stadt und Schloss im Jahre 1673 durch kaiserliche Truppen unter Montecucolli kampflos eingenommen und bis 1679 besetzt. Die im Schloss wieder wie vor 1673 einquartierten französischen Truppen steckten es am 21. April 1689 bei ihrem Abzug vor den mit dem Kaiser verbündeten anmarschierenden Brandenburgern in Brand. Die Anlage hatte damit ihre strategische Bedeutung verloren und war für die Kurkölner Politik uninteressant geworden. Nach dem Brand war das Schloss unbewohnbar. Der abgebrannte Dachstuhl des Hauptschlosses und des Bergfrieds wurden notdürftig repariert. Die Räume einschließlich des ehemaligen großen Residenzsaals wurden als Getreidemagazin genutzt.
Im 18. Jahrhundert verfiel das Schloss immer mehr. Nur der Gefängnisturm, das Demeritenhaus der Erzdiözese  Köln und die Schlosskapelle im südlichen Trakt blieben erhalten.
Im ehemaligen Amtshaus in der Vorburg, Kellnereihaus genannt, wohnte der Oberkellner (Rentmeister). Nach dem Stadtbrand von 1702 wurde die Kellnerei repariert, nach dem großen Stadtbrand von 1722 war der Neuaufbau von Vorburg mit Kellnereihaus, Scheune und Stallungen notwendig.

### Schlossbesitzer nach der Säkularisation

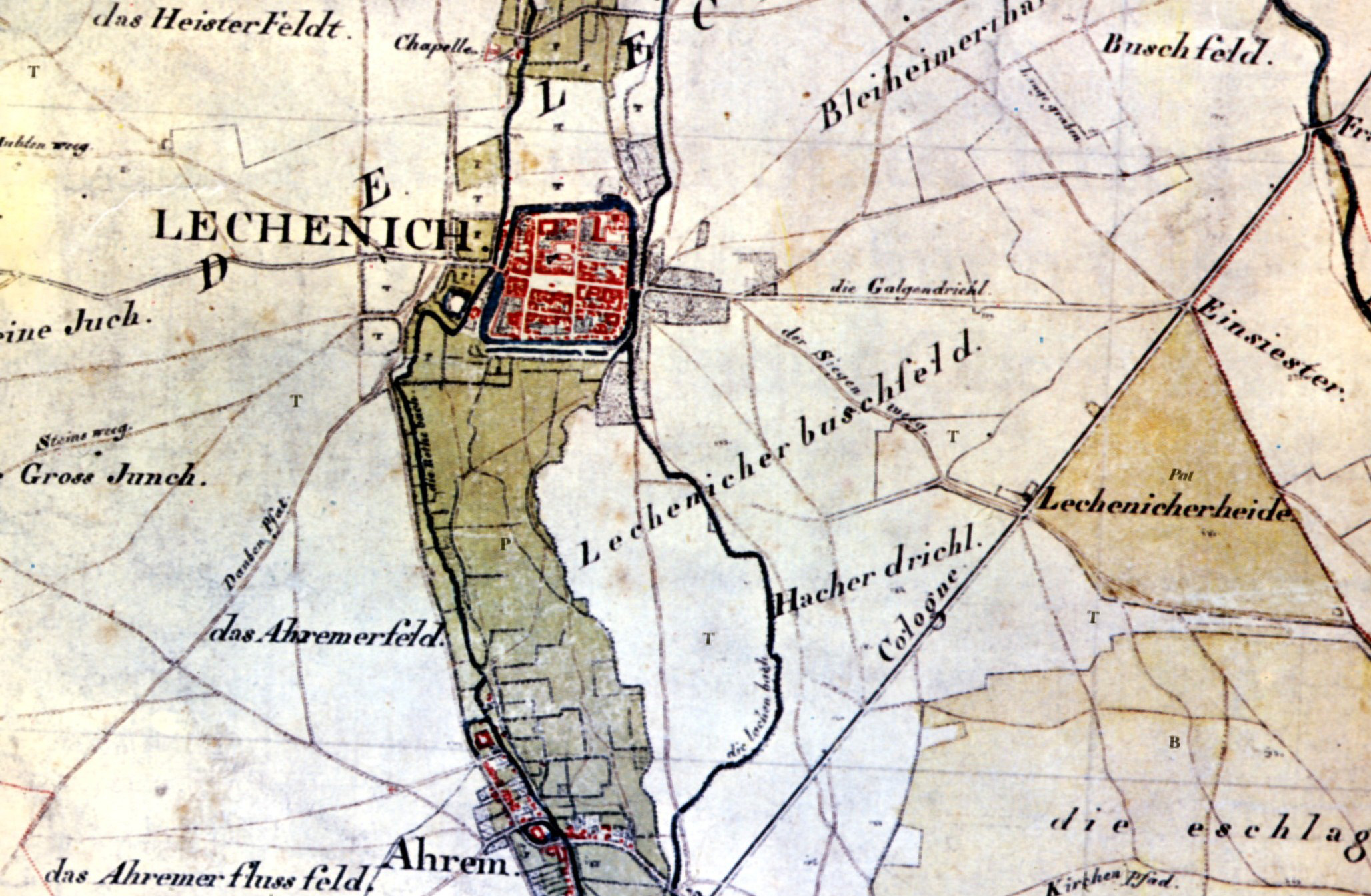
Tranchot Kartenausschnitt 1810

Im Zuge der Säkularisation, der Enteignung des kirchlichen Besitzes unter Napoleon, wurden alle Schlossgebäude mit dem dazugehörigen Areal als kurfürstlicher Besitz beschlagnahmt und 1805 versteigert. Sie wurden von Andreas Borlatti, dem Sohn des letzten Oberkellners Josef Borlatti, erworben. Einige Bauten, darunter die Reste des Südflügels mit der Schlosskapelle, wurden völlig abgerissen. Sie sind teilweise durch Gemälde von A. Reuter (1795 bzw. 1797) bekannt.
Nach Borlattis Tod im Jahre 1859 befand sich die Schlossanlage in wechselndem Privatbesitz. Zunächst bewohnten seine Enkelin und Erbin Maria Anna Borlatti und deren Ehemann Cassius Rospatt das Schloss, verkauften es aber mit seinen umfangreichen landwirtschaftlichen Nutzflächen 1869 an Heinrich Fischenich und seine Ehefrau Josefine Menzen, wodurch die neuen Besitzer zum meistbegüterten Grundeigentümer Lechenichs aufstiegen. In den Folgejahren fiel das Schloss in einen idyllischen Dornröschenschlaf. So schrieb die Euskirchener Zeitung 1880, dass man es im Rahmen einer Vergnügungstour keinesfalls versäumen dürfe, "...der romantischen Ruine und dem angrenzenden lauschigen Park, dem Lieblingsplätzchen süßflötender Nachtigallen..." einen Besuch abzustatten. 1894 veräußert Heinrich Fischenich das Schloss an Georg von Bleichröder, den Sohn des Berliner Bankiers Gerson von Bleichröder. Zusätzlich erwarb Bleichröder im selben Jahr einen Hof und Ländereien an der Römerstraße Trier–Köln, heute Agrippa-Straße Köln–Trier und gründete dort ein Gestüt, die „v. Bleichroedersche Gestüts Direction Römerhof bei Lechenich“ Bleichröder starb 1902 an den Verletzungen, die er bei einem Unfall mit seinem Automobil beim Herriger Bäumchen erlitten hatte.
1932 bis 1967 befand sich Schloss Lechenich im Besitz von Hans Reinhard Schmidt-Elmendorff, Ordinarius für Geburtshilfe und Frauenheilkunde der Medizinischen Akademie der Universität Düsseldorf und seiner Ehefrau, Gerda, geb. Freifrau von Schorlemer.
Nach deren Tod erbten die Söhne, Harald und Horst Schmidt-Elmendorff.
Seit 2003 sind die Besitzer Heinrich Ico Prinz Reuß und Corinna Prinzessin Reuß, die Erbin der Familie von Elmendorff/Schmidt Elmendorff.

### Heutige Anlage

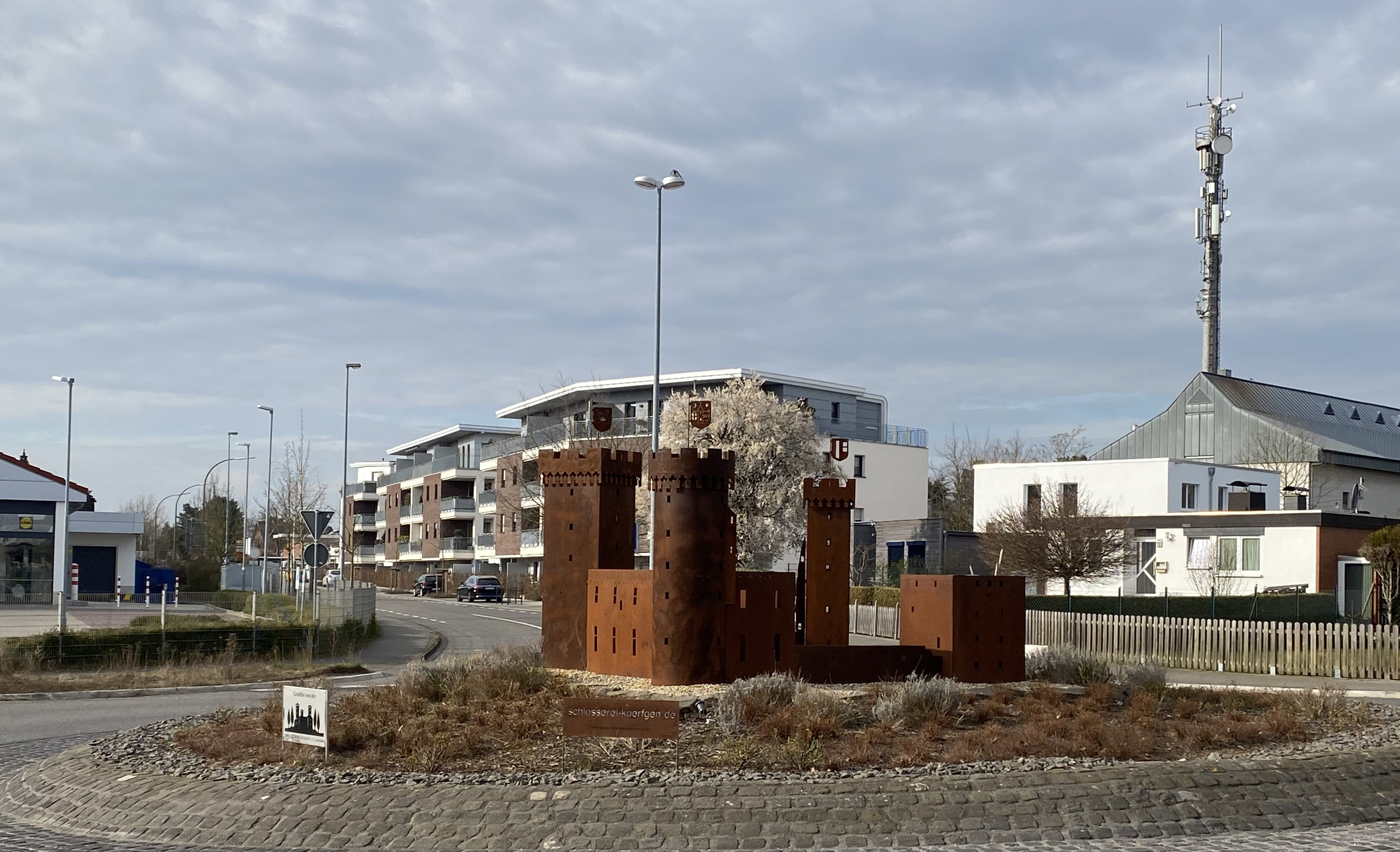
Modell der Landesburg auf einem Kreisverkehr in Lechenich

Von den Gebäuden der Vorburg wurde das ehemalige Amtshaus als Privatwohnung des Schlossbesitzers ausgebaut. Die daran anschließenden Gebäude wurden zum Teil vermietet. Auf dem verkauften Gelände der früheren Schlossgärtnerei entstanden Wohnhäuser und Garagen.
Mit finanzieller Unterstützung des Landschaftsverbandes erfolgten im 20. Jahrhundert mehrmals Restaurierungen, die den Bestand der Schlossruine sicherten. Erwogene Nutzungsmöglichkeiten wie z. B. Konzertveranstaltungen wurden bisher nicht realisiert.
Die Landesburg vermittelt noch als Ruine einen Eindruck von ihrer früheren Bedeutung als stark befestigte Verwaltungsburg des Landesherrn und verdeutlicht den Unterschied zu den zahlreichen Adelssitzen des Rhein-Erft-Kreises.